# Eleccions generals japoneses de març de 1894
Les terceres eleccions generals japoneses (第3回衆議院議員総選挙, Dai-san-kai Shūgiin Giinsō Senkyo) es van celebrar el l'1 de març de 1894 per tal de renovar els 300 escons de la Cambra de Representants del Japó, cambra baixa de la Dieta Imperial del Japó. D'acord amb la llei electora de l'època, d'una població total de més de quaranta milions de persones, només 495.846 ciutadans japonesos tenien dret a vot. La participació als comicis fou d'un 86,76 percent de l'electorat registrat, el que suposà un lleuger descens respecte a les passades eleccions de 1892. Ni els ciutadans de Hokkaido ni els del regne de Ryūkyū (actual prefectura d'Okinawa) van poder votar, atés a que encara eren "territoris incorporats", no guanyant aquest dret fins al 1912.
La coalició democràtica (民党, mintō), de tendència liberal i integrada pel Partit Liberal, el Partit Reformista Constitucional i el nou membre aliat, el Club de l'Aliança, va obtindre una victòria aclaparadora, ocupant 198 dels 300 escons disponibles (quasi dos terços de la cambra). Mentrestant, la coalició estatista (吏党, ritō), de tendència pro-governamental i encapçalada per l'exministre de l'interior Yajirō Shinagawa i els partits que donaven suport al Primer Ministre Hirobumi Itō, només va aconseguir 68 escons. Shinagawa, com a ministre de l'interior, havia estat responsable de la violència contra l'oposició a les anteriors eleccions, pel que havia hagut de dimitir. La resta dels escons foren ocupats per candidats independents. La gran victòria liberal va alarmar al govern, que va dissoldre la cambra i convocà noves eleccions per al setembre del mateix any. Després d'això, la coalició democràtica es dissolgué.

## Resultats
|              |                                  |         |       |        |     |
| Partit       | Partit                           | Vots    | %     | Escons | +/– |
|              | Partit Liberal                   | n/a     | n/a   | 120    | 26  |
|              | Partit Reformista Constitucional | n/a     | n/a   | 60     | 22  |
|              | Associació Nacional              | n/a     | n/a   | 35     | Nou |
|              | Club dels Camarades              | n/a     | n/a   | 24     | Nou |
|              | Club Aliança                     | n/a     | n/a   | 18     | Nou |
|              | Associació del Gran Japó         | n/a     | n/a   | 12     | Nou |
|              | Independents                     | n/a     | n/a   | 34     | 10  |
| Total        | Total                            | n/a     | 100   | 300    | =   |
|              |                                  |         |       |        |     |
| Vots vàlids  | Vots vàlids                      | 390.644 | n/a   |        |     |
| Vots nuls    | Vots nuls                        | n/a     | n/a   |        |     |
| Participació | Participació                     | 440.113 | 88,76 |        |     |
| Cens         | Cens                             | 495.846 |       |        |     |
| Font:        |                                  |         |       |        |     |